# Mu1 Gruis
Mu1 Gruis (μ1 Gru) es una estrella en la constelación de Grus, la grulla, de magnitud aparente +4,81. Comparte la denominación de Bayer «Mu» con μ2 Gruis, si bien ambas estrellas no están físicamente relacionadas. Mu1 Gruis se encuentra a 275 años luz del sistema solar.
Mu1 Gruis es una gigante amarillo-anaranjada de tipo espectral G8III.
Tiene una temperatura efectiva de 4900 K y su luminosidad es unas 76 veces superior a la luminosidad solar.
Su radio es 12,1 veces más grande que el del Sol y su masa 2,5 veces mayor que la masa solar.
En cuanto a su estado evolutivo, su edad se estima en 650 millones de años y en su núcleo interno se produce la fusión nuclear del helio.
Vindemiatrix (ε Virginis), Ancha (θ Aquarii) o κ Geminorum son estrellas de características muy parecidas a las de Mu1 Gruis.
Mu1 Gruis forma un sistema binario con una desconocida compañera estelar de tipo G y magnitud +6,68.
Visualmente separadas por solo 0,15 segundos de arco, esta acompañante contribuye con el 20% a la luminosidad conjunta del sistema.